# Vilém Dušan Lambl
Vilém Dušan Lambl, Wilhelm Duszan Lambl (ur. 5 grudnia 1824 w Letinach, zm. 13 lutego?/25 lutego 1895 w Warszawie) – czeski lekarz, językoznawca, profesor na Uniwersytecie w Charkowie i Uniwersytecie Warszawskim.

## Życiorys
Syn Františka Lambla, administratora majątku Lužany hrabiego Friedricha Karla Josefa Schönborna. Urodził się w Letinach, miał dziesięcioro rodzeństwa; jego braćmi byli chemik Jan Baptista Lambl (1826–1909), František Sudimír Lambl (1819–1891), Karel Milan Lambl (1823–1884) i Jan Křtitel Lambl (1826–1909). Siostra Anna Cardová Lamblová (1836–1919) była nauczycielką, działaczką ruchu kobiecego, podobnie jak młodsze siostry Barbora Lamblová (1831–1902) i Eliška Lamblová (1834–1918).
Około 1845 roku Vilém Dušan Lambl wstąpił na wydział medyczny Uniwersytetu w Pradze, dyplom lekarski uzyskał 23 stycznia 1851. Następnie został asystentem Václava Treitza w Instytucie Anatomii Patologicznej Uniwersytetu w Pradze. Od 1856 roku był docentem prywatnym anatomii patologicznej i histologii, pracował też w szpitalu dziecięcym Josepha Löschnera. Z powodu zaangażowania w działalność polityczną, czeski ruch narodowy i demokratyczny, znalazł się pod obserwacją tajnej policji. Dalsza kariera naukowa w Cesarstwie Austriackim okazała się być niemożliwa. W 1860 roku przyjął profesurę na Uniwersytecie Charkowskim. W 1871 objął katedrę terapii na Cesarskim Uniwersytecie Warszawskim.
Zmarł 25 lutego 1895 roku w Warszawie. Pozostawił żonę i córkę. Pochowany został na Cmentarzu Powązkowskim. W testamencie przekazał 20000 guldenów na fundusz studencki wydziału medycznego Uniwersytetu w Pradze i Politechniki w Pradze.

## Dorobek naukowy
Jest pamiętany za jego opis pasożytów jelitowych, pierwotnie odkrytych przez Antoniego van Leeuwenhoeka, powodujących zapalenie żołądka i jelit. Lambl nazwał te pierwotniaki Cercomonas Intestinalis. W 1888 ich nazwa została zmieniona na Lamblia intestinalis przez zoologa Raphaela Anatole Émile′a Blancharda. W 1915 nazwa została ponownie zmieniona na Giardia lamblia przez zoologa Charlesa Stilesa Wardella, na cześć Lambla i Alfreda Mathieu Giarda. Obecnie choroba wywoływana przez tego pasożyta określana jest jako giardioza lub lamblioza, a w użyciu pozostają obie nazwy łacińskie: Giardia lamblia i Lamblia intestinalis.
Lambl interesował się również językoznawstwem, literaturą i przyrodą, po ukończeniu studiów medycznych podróżował po Bałkanach studiując południowe języki słowiańskie, badając tamtejszą faunę i florę.